# Dieter Hermsdorf
Dieter Hermsdorf (* 19. Februar 1961 in Offenbach; † 9. Februar 2021 in Frankfurt am Main) war ein deutscher Komponist und Musikwissenschaftler.

## Leben
Hermsdorf leistete nach dem Abitur an der Frankfurter Helmholtzschule im Jahr 1980 zunächst seinen Grundwehrdienst, bevor er von 1982 bis 1988 an der Johann Wolfgang Goethe-Universität Frankfurt am Main das Hauptfach Musikwissenschaft und die Nebenfächer Philosophie und Kunstgeschichte studierte. Im Jahr 2000 erfolgte an der Hochschule für Musik und Darstellende Kunst Frankfurt (Prof. Dr. Herbert Schneider) die Promotion im Fach Musikwissenschaft über die Madrigale Jacobus Arcadelts.
1982–1990 studierte er an Dr. Hoch’s Konservatorium in Frankfurt und erhielt dort Unterricht in Theorie, Gehörbildung und Komposition. Sein Kompositionslehrer war Gerhard Schedl.
Aufführungen seiner Werke erfolgten u. a. bei den Frankfurter Kursen für Neue Musik, dem Forum Neue Musik „Junge Szene Frankfurt-Darmstadt“, den Kelkheimer Lautentagen, im Rahmen der Breisacher Münsterkonzerte, in den USA und in Japan.
1989–1992 war er Stipentiat der Mozart-Stiftung zu Frankfurt am Main.
1990 bis 2000 war er regelmäßige Vertretungslehrkraft für Schedl am Hoch’schen Konservatorium im Bereich Theorie und Gehörbildung. Ab 1995 unterrichtete er an der Paul Hindemith Musikschule in Hanau. Ab 2008 war er zunächst Vertretungslehrer, später Lehrer mit fester Anstellung für die Fächer Musik und Philosophie am Heinrich-von-Gagern-Gymnasium in Frankfurt. Ab 2011 leitete er die Jazzcompany der Johann Wolfgang Goethe-Universität Frankfurt.
Sein kompositorisches Schaffen umfasst sowohl Werke der E-Musik für verschiedene Besetzungen als auch Unterrichtsliteratur für Akkordeon, teilweise publiziert unter dem Pseudonym Alexander Feldt.
Sein kompositorischer Nachlass wird zusammen mit einigen biografischen Dokumenten sowie elektronischen Dateien in der Universitätsbibliothek Frankfurt aufbewahrt.

## Werke (Auswahl)
- "Toccata" für Klavier solo (1983)
- "Largo" für Klarinette und Klavier (1983)
- "Musik" für 2 Trompeten und 2 Posaunen (1984/85)
- Konzert für Bratsche und Streichorchester (1989/90)
- "4 Studien" für Laute solo (1992)
- "Cinque Canzoni" für Chitarrone und Cembalo (1994)
- "Concertino für Akkordeon und Harmonium" (1997)
- "Tristesse" für Klavier solo (1999)
- "Fantasia a due parti" für 2 Klarinetten und Violoncello (1999)
- "Nachtstück" für Klavier solo auf ein Gedicht von Heinrich Heine (2000)
- "Quasi una Fantasia" für Traversflöte, Bassgambe und Laute (2000/01)
- "Trilogie auf Gedichte von Georg Maria Roers" für Rezitation und Violoncello (2001/02)
- "Toccatina" für Blockflötenquartett (2004)

## Wissenschaftliche Publikationen
- Van-Gogh-Indices: Analytischer Schlüssel für die Schriften des Künstlers. Kunstgeschichtliches Institut der J.-W.-Goethe-Universität. Hg.: Gerhard Eimer unter Mitarb. von Manfred Fritsch und Dieter Hermsdorf. Bearb. und Red.: Gerhard Eimer (Frankfurter Fundamente der Kunstgeschichte, Bd. VIII). Frankfurt am Main 1992.
- "Eine ungewöhnliche Clauselbilding in der weltlichen Musik des frühen 16. Jahrhunderts", in: Musiktheorie 9, H. 2 (1994).
- Die Madrigale Jacobus Arcadelts (Saarbrücker Studien zur Musikwissenschaft, Neue Folge, Bd. 10). Saarbrücken 2002.